# Pillory
Pillory war eine US-amerikanische Death-Metal-Band aus Boston, Massachusetts, die im Jahr 2003 gegründet wurde und sich 2008 auflöste.

## Geschichte
Die Band wurde im Sommer 2003 gegründet. Es folgten Auftritte in ganz Neuengland, ehe Unique Leader Records auf die Band aufmerksam wurde und diese unter Vertrag nahm. 2005 folgte bei diesem Label das erste und einzige Album No Lifeguard at the Gene Pool. Danach kam Ian Jacyszyn als neuer Schlagzeuger zur Besetzung. Im Jahr 2008 löste sich die Band wieder auf.

## Stil
F. Cthulhu E. von voicesfromthedarkside.de ordnete No Lifeguard at the Gene Pool dem Death Metal zu und hörte zudem Einflüsse aus Black Metal und Grindcore heraus, wobei die Lieder an die Werke von Cephalic Carnage, Gorguts und Macabre erinnern würden. Zudem sei das Spiel der Instrumente technisch sehr anspruchsvoll.

## Diskografie
- 2005: No Lifeguard at the Gene Pool (Album, Unique Leader Records)
- 2014: Evolutionary Miscarriage
- 2020: Scourge Upon Humanity